# Sjuøyane
Sjuøyane – grupa najbardziej na północ wysuniętych wysp Svalbardu, leżących około 20 km na północ od Ziemi Północno-Wschodniej.
Wyspy Sjuøyane oblewają wody Oceanu Arktycznego. Grupa obejmuje wyspy: Parryøya, Nelsonøya, Martensøya, Phippsøya, Tavleøya, Vesle Tavleøya i Rossøya, wraz kilkoma małymi wysepkami i szkierami, około 20 km na północ od Ziemi Północno-Wschodniej. Największą z nich jest Phippsøya. Sjuøyane zostały po raz pierwszy zaznaczone na mapie przez Holendra Hendricka Donckera w 1663 roku. W 1773 do archipelagu dotarła angielska wyprawa poszukiwawcza północnej drogi do Indii. Opisując wyprawę w wydanej w następnym roku książce – A Voyage towards the North Pole undertaken ... 1773 – Constantine Phipps opisał po raz pierwszy niedźwiedzia polarnego oraz mewę białą. W 1861 roku archipelag odwiedziła wyprawa Adolfa Erika Nordenskiölda.
Wyspy stanowią wystające ponad ocean góry z gnejsów i granitów, otoczone materiałem osadowym. Brzegi wysp posiadają duże, półkoliste zatoki. Ciepły Prąd Zachodniospitsbergeński, będący odnogą Prądu Zatokowego, skręca na północny wschód w kierunku Sjuøyane, czego wynikiem jest stosunkowo długi okres żeglowności. Granica lodu rzadko jednak przesuwa się dalej na północ. Rzadka roślinność należy do arktycznej strefy pustyni polarnej. Nawożenie ptasimi odchodami umożliwia wzrost mchów i warzuchy (Cochlearia groenlandica), nadającym niektórym wzniesieniom zielonkawą barwę.
Na stałe wyspy zamieszkują: niedźwiedzie polarne, lisy polarne, renifery i morsy. Na Sjuøyane gniazdują w porze letniej: alczyki, maskonury i nurzyki. Na wyspie Phippsøya znajduje się kolonia mew białych.

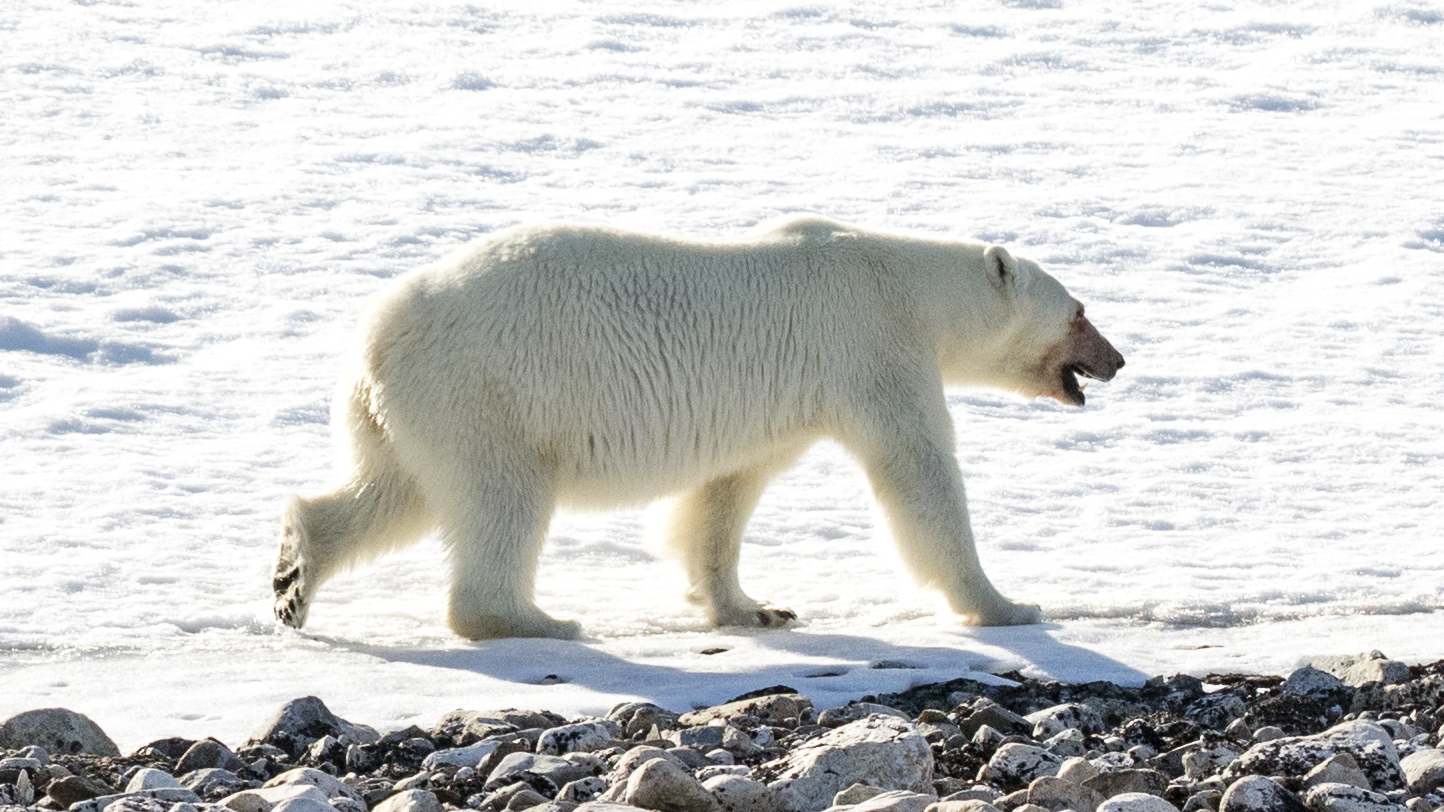
Niedźwiedź na Phippsøya
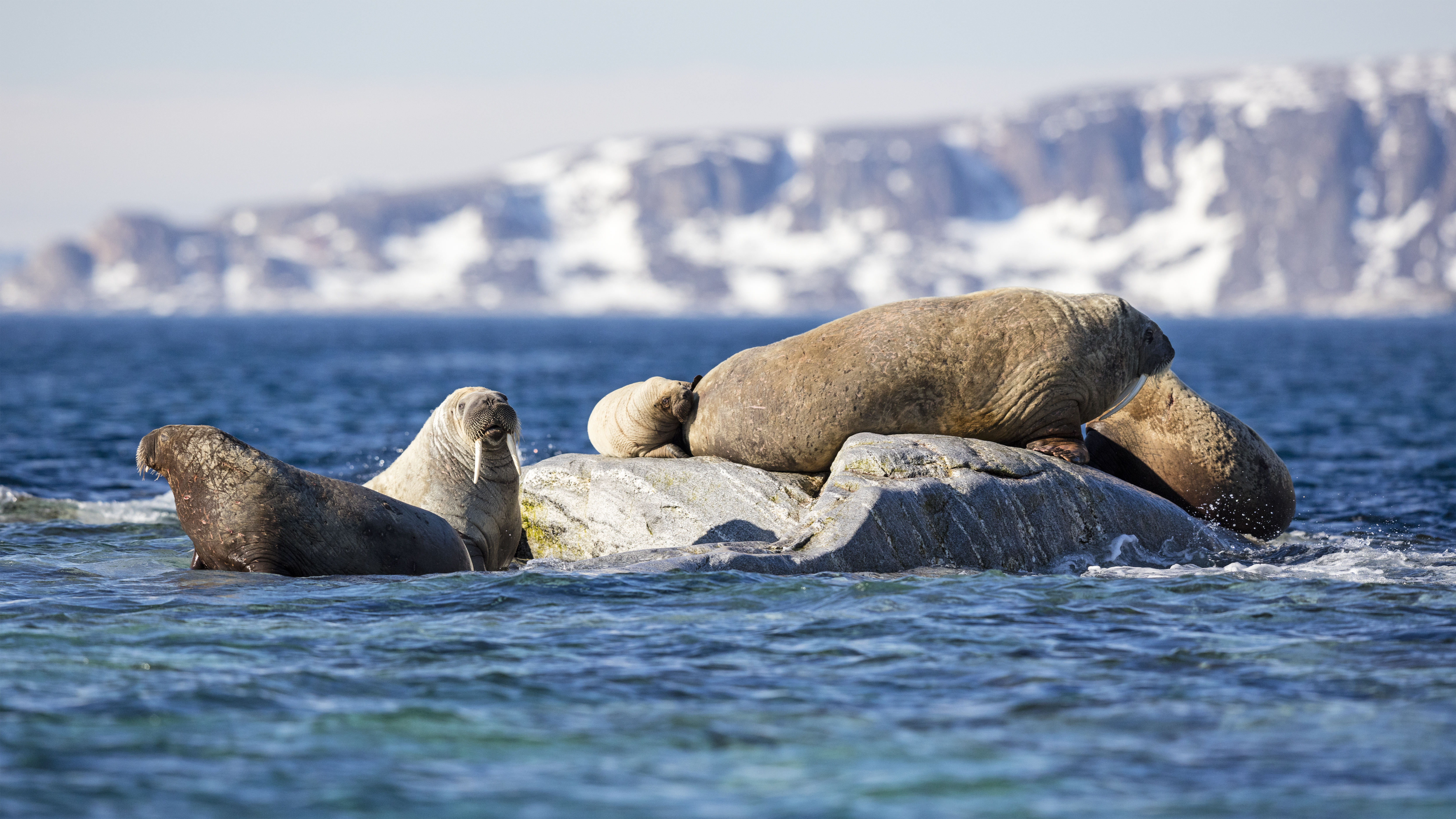
Morsy na Phippsøya
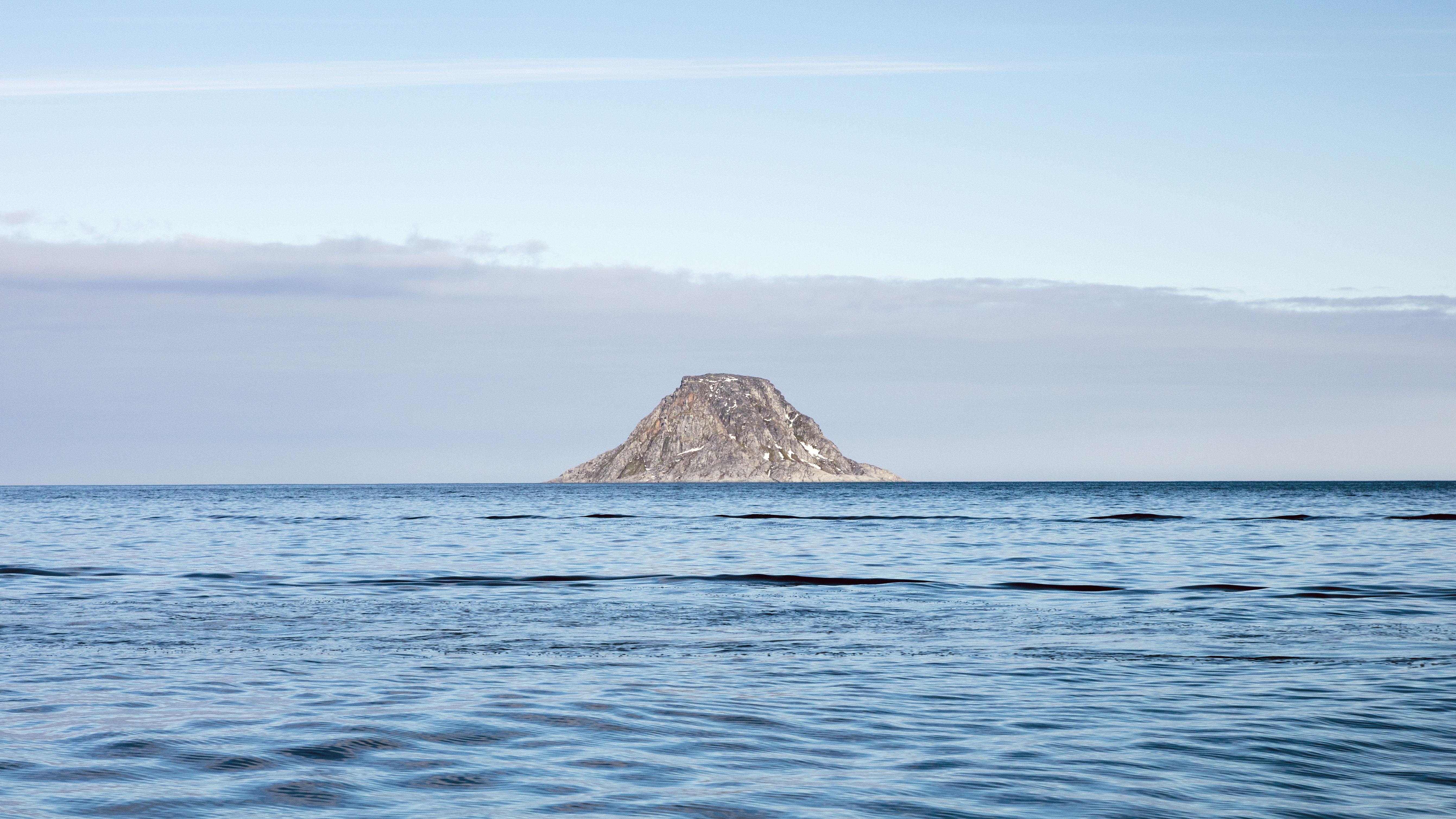
Tavleøya